# Булан-Сегетту
Булан-Сегетту (кирг. Булан-Сөгөттү, до 2000-х годов — Комсомол) — село в Иссык-Кульском районе Иссык-Кульской области Кыргызстана. Входит в состав Кум-Бельского аильного округа. Код СОАТЕ — 41702 215 820 02 0.

## Население
По данным переписи 2009 года, в селе проживало 1225 человек.